# Недостріляні
«Недостріляні» — книжка українського історика і громадського діяча Семена Підгайного. Видана 1949 року у двох частин. Присвячена історії соловецької каторги, переважно 1933–1940 років. Написана за особистими спогадами Семена Підгайного, який був на засланні на Соловках у цей період. Книжка є цінним джерелом з історії Соловків періоду 1933–1940 років.
Вперше в Україні перевидана 2008 року. Презентація книжки відбулася 17 квітня 2008 в Будинку Національної спілки письменників України.

## Назва книжки
Слово «недостріляні» сугубо російського походження. Відносно політичних в'язнів у російській каральній системі почало використовуватись, скоріше за все, за совєтського часу, у катівнях ЧК — ОГПУ — НКВД. Термін «недостріляні», ймовірно, використовувався доволі широко.
У книзі С. О. Підгайного слово «недостріляні» трапляється кілька разів, зокрема, у таких епізодах:
1. 67 камера була фешенебельною оселею. Там було 5 ліжок, паркетна підлога, а на ліжках були матраци, ковдри і навіть подушки. Мої соузники, що вночі не звернули на мене уваги, вранці розповіли мені про себе, та подали перші інструкції, як себе тримати на допитах, бо від того буде залежати — або я буду недостріляний, або мене розстріляють.
2. Кушлинов дістав 10 років концтабору і був І935 року в 9-му Кемському відділі Белбалтлагу. Про це я довідався випадково на островах Соловецьких, де вже був тоді одним з недостріляних. Отже, наша, так звана «запроданська», компанія збільшилася на одного члена, і ми далі мирно продовжували наш побут в п'ятдесят четвертій камері.
(Глава КАМЕРА Ч. 54)
3. В день, коли всіх нас повели на залізничну станцію до ешелону, нас було 176 осіб, і мали ми відсидіти щось коло 1700 літ. Безсмертні, ми недостріляні сідали в вагони, навколо стояли наші земляки зі зброєю напоготові, навколо поодаль тужили якісь жінки, хижо позад конвоїрів оскалювали клики здоровенні собаки-вівчарки.
(Глава НА ЕТАПІ)
4. Переступаючи поріг лазні табору «Вегеракша» в Кемі, я думав: "Так, я переступаю поріг в абсолютно мені ще невідому область каторжницького життя. Від нині я вже не об'єкт слідчих, ні етапований, — я каторжанин. Саме тут починається моя кар'єра недостріляного каторжанина.
(Глава НА ЕТАПІ)
5. Начальник острова Іван Іванович Попажарнов буде промовляти до новоприбулих… — Я хочу вам тут нагадати, щоб ви точно і назавжди пам'ятали і ніколи не забували, куди ви прибули, і що це все значить. — А значить це конкретно таке: всіх, всіх вас до одного треба було розстріляти, як мотлох, що путляється попід ногами, як клоччя, що зачепилось за колесо великої пролетарської революції і намагається її потужний біг все вперед і вперед зупинити, чи бодай затримати… — Але ви точно і ясно мусите знати, що ви всі на крайній межі. Ви мусите знати, що Соловки, оцей Кремль, ота Сєкірна Гора — це є межа, після якої для вас світ кінчився. — Ви ніколи не смієте забувати, що ви недостріляні, чуєте недостріляні, і що найменший з вашого боку привід і ви будете безпощадно, без всяких справ і розправ негайно розстріляні, а ваші бандитські трупи будуть викинуті отим чайкам і нерпам для втіхи. — Оце вам моє слово. Відмова від праці — розстріл. Спроба втечі — розстріл. Контрреволюційна пропаганда — розстріл. — Вольно! — почулась команда. Іван Іванович зник підхоплений сірими в яблуках жеребцями, а ми всі «вольно» були приголомшені перспективою, що її так майстерно перед нами змалював Іван Іванович.
(Глава СОЛОВЕЦЬКИЙ МАНАСТИР)
- Термін трапляється у багатьох творах, присвячених совєтській каральній системі тоталітарного часу.

В книзі «Архипелаг ГУЛАГ» О. Солженіцин пише: «Говорят, впрочем, были и недострелянные. Может быть мы ещё прочтём об этом книгу?..». Тут «недостріляними» О. Солженіцин називає в'язнів совєцьких тюрем, яким пощастило вижити під час масових розстрілів (і вбивствах іншими способами) в'язнів під час відступу Червоної Армії у 1941-му році. Тобто термін використано в вузькому значенні слова.
- Василь Докукін у вірші «В единении сила», присвяченому Меморіалові пише[2]

Семена, что вождями посеяны,
Дали пышные всходы опять…
Как жалеют, что мы недостреляны,
Как им хочется нас дострелять!

## Фабула книги
- Видання книжки різних років